# マルヤナギ小倉屋
株式会社マルヤナギ小倉屋（かぶしきがいしゃマルヤナギおぐらや、英: Maruyanagi Foods Inc.）は、兵庫県神戸市東灘区に本社を置く、佃煮、煮豆、蒸し豆、惣菜などを製造・販売する日本の食品メーカーである。
旧社名は株式会社小倉屋柳本（おぐらややなぎもと）。

## 概要・歴史

### 歴史
1948年（昭和23年）秋、小倉屋昆布創業者松原久右衛門と同じ淡路島三原郡出身の創業者柳本一夫が、尼崎出屋敷にある小倉屋居内商店に入店。3代目店主永吉郎のもとで下積みをし3年後、事業拡張の功績が認められ神戸市灘区の畑原市場でのれん分けを許され、1951年（昭和26年）12月26日、創業。
1955年（昭和30年）業界初の袋入りとろろ昆布「初霜」の発売により、企業基盤を確立。この「初霜」の成功に刺激され間も無く同業15社が類似商品を発売、今日の袋入り包装とろろ昆布の草分けとなった。
1959年（昭和34年）、株式会社改組により小倉屋柳本を設立。全国的に拡大を図る。
現在では業界の当たり前となっている技術や新規原料を使った商品など業界基盤となる製品を開発し続けているのが特徴であり、袋入りのとろろ昆布、カップ入りの昆布佃煮、袋入りの昆布佃煮、含気レトルト包装の蒸し大豆などの業界初の商品を数多く輩出している。
煮豆はその文字のとおり、豆を煮る、まずゆでることが常識だが、他の野菜も同じで茹でると豆の大切な栄養分が茹で汁に抜け出てしまう。
しかし、「豆の味をそのままに、おいしい煮豆を」という思いとともに「豆を蒸す」開発をおこない、2004年に「蒸し大豆」として商品化を実現した。
現在では豆類だけではなく、雑穀、もち麦などといった品ぞろえも豊富となり、マルヤナギ小倉屋を代表するシリーズの一つとなっている。
ブランド名である「マルヤナギ」と150年以上続くのれん「小倉屋」の歴史を引き継ぐ意味を込め、2016年に社名を「マルヤナギ小倉屋」に変更した。
2017年には自社の商品『おいしい蒸し豆』シリーズの機能性表示食品が『医師の確認済み商品』に認定された。
2021年には食品ロスの削減の取り組みとして『マルヤナギもったいない屋』の活動を開始した。不良品でないにも関わらず廃棄されてしまう製造物を手頃な価格で販売している。

## 沿革
- 1951年 - 創業者 故 柳本一夫が小倉屋に勤務の後、のれん分けにて神戸市東灘区に小売店を開業、同時に卸売業を行う
- 1953年 - 有限会社小倉屋柳本を設立、製造卸業務を拡大する
- 1959年 - 株式会社小倉屋柳本に改組、全国的に拡大を図る
- 1969年 - 当社第二工場として、兵庫県加東郡社町（現在の加東市）に社工場を新設
- 1971年 - 本社事務所を新設、研究室を設置
- 1973年 - 芦屋税務署から優良申告法人として表敬される
- 1976年 - コンピュータ室を設置、研究室拡大工事完了、東京営業所を設置、株式会社誠味を設立
- 1979年 - 社工場第三期増設工事完了、生産設備拡大
- 1982年 - 本社社屋増改築工事完了、生産設備拡大
- 1983年 - 福岡営業所を設置 東京営業所を移転、自社ビルとなる
- 1987年 - 六甲アイランド工場を新設
- 1990年 - 東京営業所・工場増設、社工場に煮豆工場を新増設
- 1991年 - 名古屋・広島営業所を開設、本社社屋増築
- 1992年 - 社工場第四期増設工事完了、札幌駐在所を開設
- 1993年 - 仙台駐在所を開設、業務拡大により札幌駐在所を営業所に昇格
- 1994年 - 北陸駐在所を開設
- 1995年 - 撰味会本社本店を新設、神奈川駐在所を開設、業務拡大により東京営業所を支店に昇格、業務拡大により仙台駐在所を営業所に昇格、小売直販部門として株式会社撰味会を設立
- 1996年 - 中国に合弁会社を設立
- 2001年 - 大門工場を新設
- 2004年 - 大門工場2期工事完了
- 2006年 - 横浜営業所を開設
- 2006年 - 生産全部門と開発部門において ISO9001認証取得
- 2008年 - 大門工場において ISO14001認証取得
- 2010年 - 本社新社屋を竣工
- 2012年 - 社工場増設工事完成
- 2012年 - 株式会社だいずデイズ設立
- 2014年 - 本社1階に誠味屋本店を開店
- 2016年 - 社名を「マルヤナギ小倉屋」へ変更
- 2018年 - 社工場で食品安全管理システム認証 FSSC22000を取得
- 2019年 - 健康経営優良法人（中規模法人部門）に認定、加東市との連携協定（地域活性化・市民の健康増進・農業振興等）を締結、アメリカ合衆国内に米国法人Maruyanagi Foods North Americaを設立
- 2020年 - 健康経営優良法人（中規模法人部門）に認定、社新第二工場新設、「国税庁長官表彰」受賞
- 2021年 - 健康経営優良法人（大規模法人部門）に認定、食品産業優良企業等表彰にて「農林水産大臣賞」を受賞、マルヤナギもったいない屋を始動

## 事業所
- 本社 〒658-0044　神戸市東灘区御影塚町4-9-21
- 東京支店 〒338-0007　埼玉県さいたま市中央区円阿弥7-3-3
- 札幌営業所 〒003-0835　北海道札幌市白石区北郷五条9-1-57　ツインビル栄樹1FA
- 仙台営業所 〒981-3117　宮城県仙台市泉区市名坂字町43
- 横浜営業所 〒244-0804　神奈川県横浜市戸塚区前田町501-9
- 名古屋営業所 〒485-0048　愛知県小牧市間々本町143-3
- 広島営業所 〒731-5115　広島県広島市佐伯区八幡東3丁目2番７号
- 福岡営業所 〒814-0033　福岡市早良区有田4-37-5
- 社工場　〒673-1444　兵庫県加東市沢部655
- 大門工場　〒673-1445　兵庫県加東市大門67
- 六甲アイランド工場　〒658-0033　神戸市東灘区向洋町西5-2
- 小野工場　〒675-1362　兵庫県小野市久保木町字尾先1553

## 主な発売商品

### 佃煮
- まろやか煮シリーズ
- 大人のつくだ煮シリーズ
- お菜つくだにシリーズ
- 吟膳佃煮シリーズ

### 煮豆
- 豆畑シリーズ
- 豆畑低糖煮豆シリーズ
- 豆畑あっさり豆シリーズ

### 蒸し豆
- おいしい蒸し豆シリーズ
- おいしい雑穀シリーズ

### 惣菜・その他
- あしたのおかずシリーズ
- 豆ふるるシリーズ

## テレビ番組・CM
- TVCM「茶福豆、白花豆」　出演者　市原悦子
- TVCM「蒸し大豆」　出演者　市原悦子